# Verlag Synaisthesis
Synaisthesis ist ein Kleinverlag mit Sitz in Luxemburg. Er wurde 2009 in Luxemburg von der Linguistin, Projektmanagerin und Synästhetikerin Jasmin Sinha gegründet. Vorrangiges Ziel ist Aufklärung zu Synästhesie. Der Verlag Synaisthesis verwendet den Begriff „Synästhesie“ im neurobiologischen Sinn. Im Zentrum der Veröffentlichungen steht die genuine, d. h. angeborene Synästhesie in all ihren Ausprägungen (nicht nur den bereits gut bekannten).

## Programmschwerpunkte
- Synästhesie, Wahrnehmung, Sinne
- Werke von synästhetischen Autoren und über Synästhetiker
- Kunst & Musik
- Leben & Identität

## Auszeichnungen
Nominierung der 2009 veröffentlichten Werke für den Luxemburger Buchpreis:
- Anna K. Rowedder: Für Dich – For You – Pour Toi (Kategorie: Bildbände).
- Jasmin Sinha (Hrsg.): Synästhesie der Gefühle (Kategorie: Sachbuch).
- Karin Melchert: Solo (Kategorie: Literatur).

## Mitgliedschaften
- Luxemburger Verlegerverband
- Deutsche Synästhesie-Gesellschaft e. V.